# Paul Duden

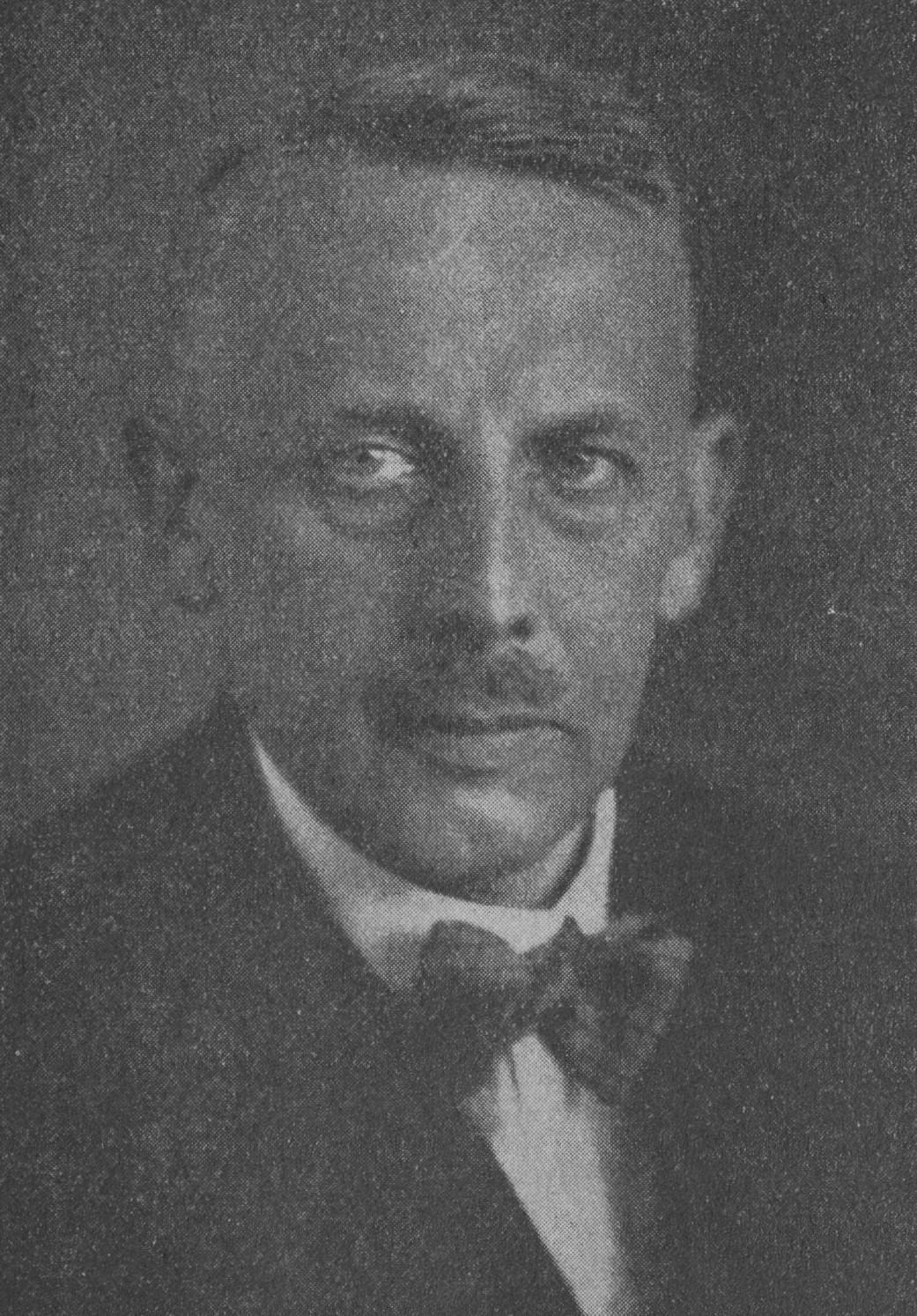
Paul Duden, um 1928

Paul Duden (* 30. Oktober 1868 in Soest; † 7. Februar 1954 in Oberstdorf) war ein deutscher Chemiker und Industrieller. 

## Leben und Werk
Duden war ein Sohn des Sprachforschers Konrad Duden und Adeline Duden. Sein Sohn war der Jurist Herdin Hans Duden, seine Enkelin ist die Historikerin Barbara Duden.
Er studierte in Halle und Marburg, bei Carl Graebe in Genf und Emil Fischer in Würzburg, promovierte bei Ludwig Knorr an der Universität Jena mit einer Dissertation über Beiträge zur Theorie der Pyrazolbildung zum Dr. phil., wurde dort Privatdozent und außerordentlicher Professor. Mit Arbeiten über Pyrazole, Hydrazin, aliphatische Dinitroverbindungen, Aminocampher, Camphenamin, Bornylendiamin und Dicamphenpyrazin gehörte er zu den profiliertesten Vertretern der organischen Chemie seiner Zeit.
1905 trat er als Leiter des Azofarbenbetriebes bei den Farbwerken Hoechst ein. Später übernahm er die Leitung des Zentrallaboratoriums und entwickelte wesentliche neue Verfahren der Acetylenchemie, darunter die katalytische Oxidation von Acetylen zu Acetaldehyd, Essigsäure und Aceton.
Nach der Gründung der I.G. Farbenindustrie wurde er 1925 Mitglied des Vorstandes und Leiter der Betriebsgemeinschaft Mittelrhein. 1932 zog er sich ins Privatleben zurück. Sein Nachfolger als Werksleiter wurde Ludwig Hermann. (Dudens Sohn Herdin Hans, der nach Kriegsbeginn mit dem deutschen Angriffskrieg leidenschaftlich sympathisierte und HJ-Funktionär war, sollte bei der IG Farben-AG in Ludwigshafen noch während seines Jurastudiums als Prokurist tätig sein.)
Duden nahm in zahlreichen Organisationen und Verbänden der chemischen Industrie Führungspositionen ein, darunter als Vorsitzender der Berufsgenossenschaft Chemie und Vorsitzender des Vereins Deutscher Chemiker (VDCh). Von 1938 bis 1952 war er Vorsitzender des Marburger Universitätsbundes.
1933 wurde er im Rahmen der „Arisierung“ des Vorstandes Vizepräsident der Deutschen Chemischen Gesellschaft und folgte auf seinen jüdischen Vorgänger Arthur Rosenheim. Technikhistoriker Helmut Maier sieht darin „[…] nicht nur den in dieser Phase wichtigsten Protagonisten der Gleichschaltungspolitik in den chemischen Vereinen“.
Aus seinen Glückwunschtelegrammen an Hitler geht im Vergleich zu den sonstigen Glückwunschtelegrammen des VDCh eine größere Affinität zum Nationalsozialismus hervor und die Zeitschrift Angewandte Chemie bescheinigte ihm 1938 „nach der Machtergreifung dem Rufe des Führers mit ganzem Herz gefolgt“ zu sein und den VDCh zielbewusst in die neue Zeit eingeführt zu haben.
Ab 1888 war er Mitglied des Corps Teutonia Marburg.
Er erhielt 1943 die Goethe-Medaille für Kunst und Wissenschaft. Die DECHEMA ernannte ihn zum Ehrenmitglied, die Universität Marburg zum Ehrensenator, die Universität Frankfurt verlieh ihm 1930 den Doktor der Naturwissenschaften h. c. Nach Paul Duden ist eine Straße in Kriftel benannt.